# Ostrožský rajón
Ostrožský rajón (ukrajinsky Острозький район) byl rajón ve Rovenské oblasti na Ukrajině. Hlavním městem byl Ostroh a rajón měl přibližně 28 tisíc obyvatel. 

## Sídla v rajónu
- Ostroh